# 方政 (明朝)
方政（？—1439年），直隸滁州直隸州全椒縣人，明朝軍事人物。

## 生平
襲濟陽衛千戶，靖難之役後，以功升都指揮僉事，永樂四年（1406年）跟隨新城侯張輔討伐胡季犛，五年（1407年）平定，六年（1408年）升都指揮使，宣德四年（1429年）升左軍都督僉事，正統三年（1438年）升右都督，與子方瑛跟隨沐晟征麓川，四年（1439年）陣亡，贈威遠伯，諡忠毅。